# Aedes nipponicus
Aedes nipponicus är en tvåvingeart som beskrevs av Lacasse och Yamaguti 1948. Aedes nipponicus ingår i släktet Aedes och familjen stickmyggor. Inga underarter finns listade i Catalogue of Life.